# Качканарский муниципальный округ

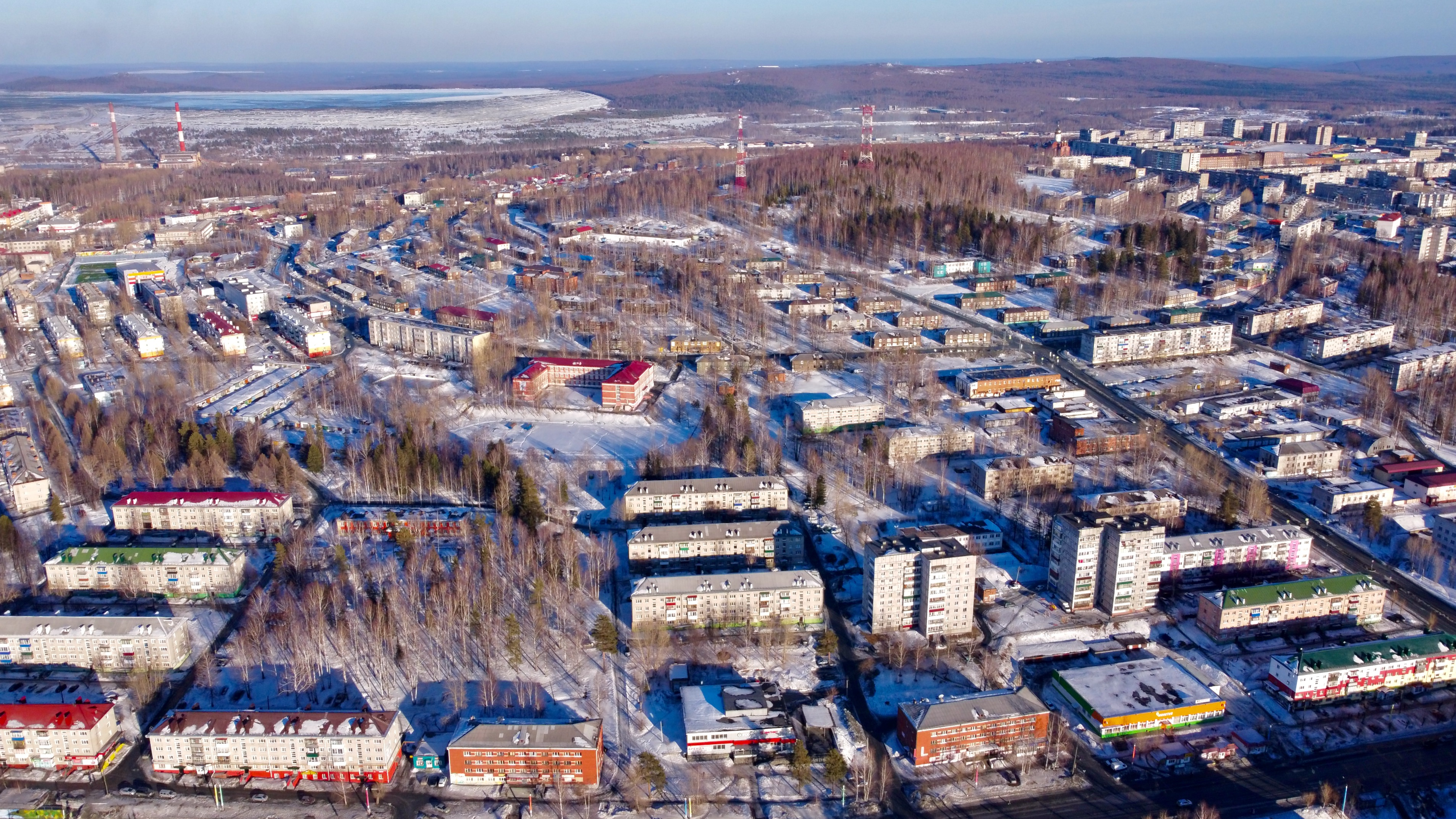
Вид на Качканар

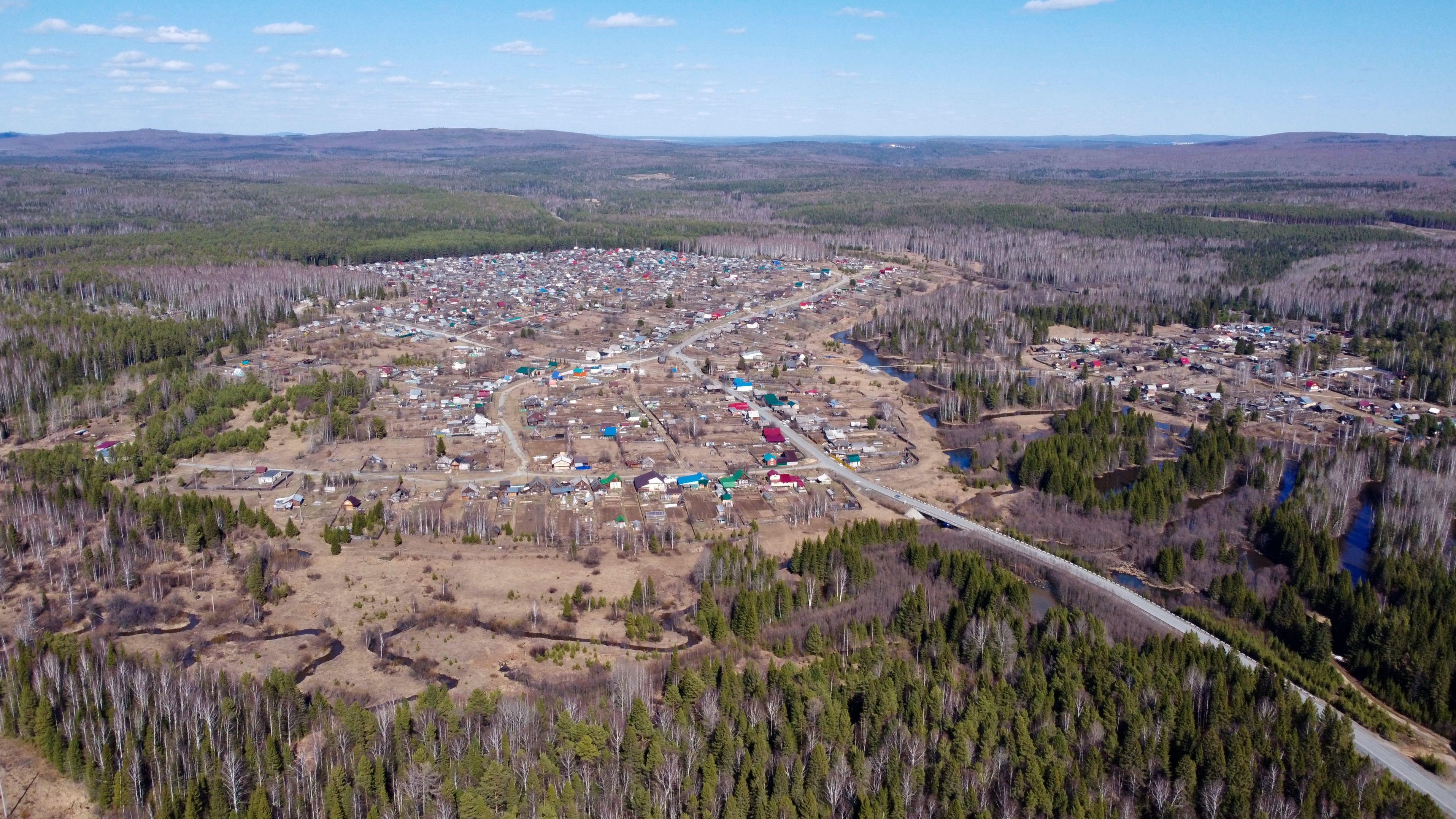
Вид на Именновский

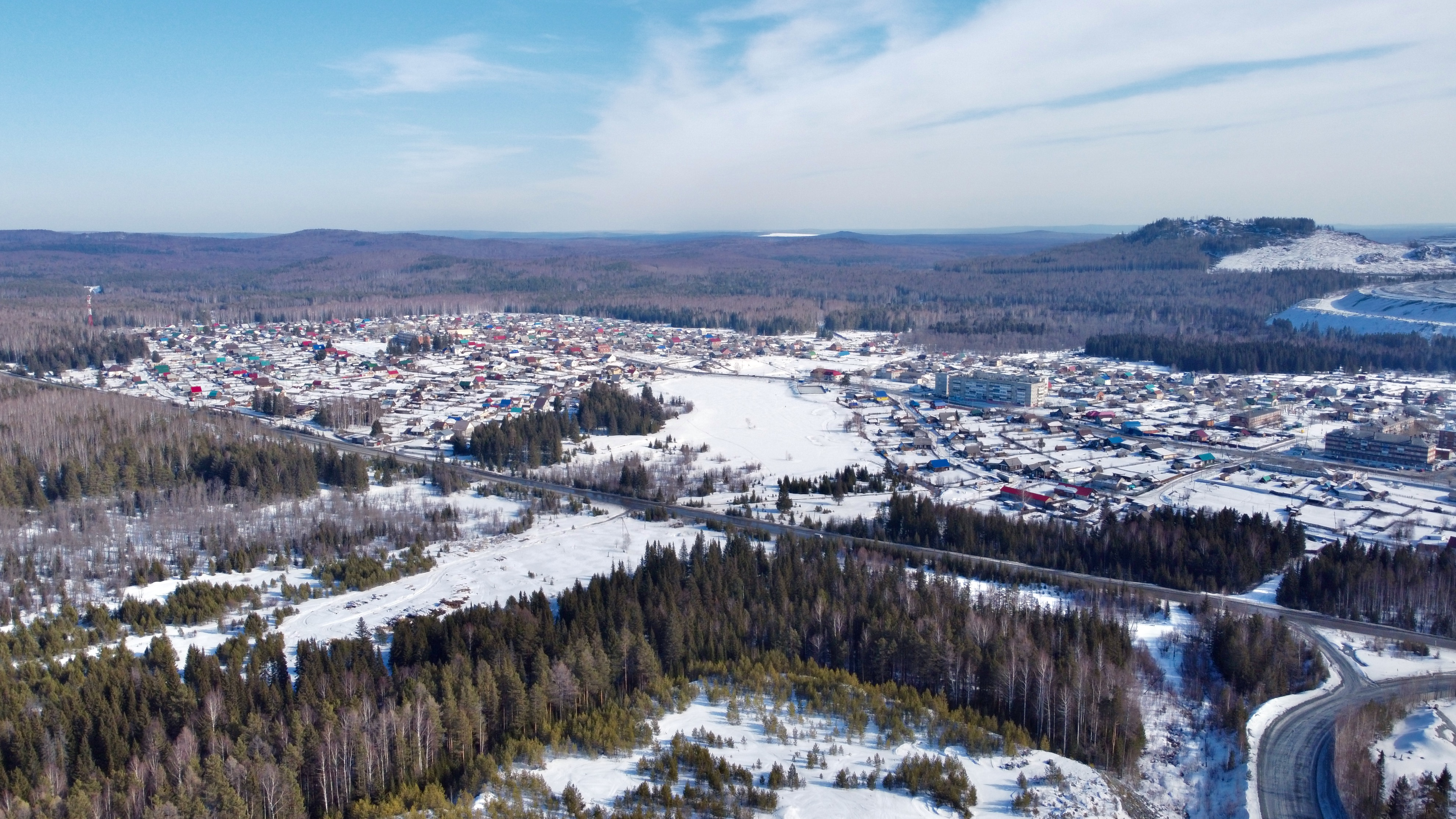
Вид на Валериановск

Качканарский муниципальный округ — муниципальное образование в Свердловской области России, относится к Северному управленческому округу.
Административный центр — город Качканар.
С точки зрения административно-территориального устройства области, Качканарский муниципальный округ находится в границах административно-территориальной единицы города Качканара (соответствует категории города областного подчинения).

## География
Город Качканар и Качканарский муниципальный округ расположены в западной части Свердловской области, на восточном склоне Уральских гор, на границе с Пермским краем. Общая площадь округа — 31 839 га.
Соседние административно-территориальные единицы и муниципальные образования:
- город Нижняя Тура (Нижнетуринский муниципальный округ);
- ЗАТО город Лесной (городской округ «Город Лесной»);
- город Кушва (Кушвинский городской округ).

## История

### Качканарский городской Совет
9 октября 1968 года рабочий посёлок Качканар был преобразован в город областного подчинения, Качканарский поссовет был преобразован в горсовет и выведен из подчинения Нижнетуринскому горсовету.
30 декабря 1975 года был исключён из учётных данных как прекративший существование посёлок Покровский Валериановского поссовета.
1 декабря 1980 года было составлено описание городской черты Качканара.
В конце 1980-х поссоветы или сельсоветы в подчинении горсовета не выделялись.

### Муниципальное образование
В 1996 году город Качканар и территории, подчинённые городской администрации, образовали муниципальное образование город Качканар.
31 декабря 2004 года муниципальное образование город Качканар было наделено статусом городского округа. Рабочий посёлок Валериановск был отнесён к категории сельских населённых пунктов.
С 1 января 2006 года муниципальное образование город Качканар было переименовано в Качканарский городской округ.
С 1 января 2025 года Качканарский городской округ преобразован в муниципальный округ.

## Население
| 2002    | 2009    | 2010    | 2011    | 2012    | 2013    | 2014    |
| ------- | ------- | ------- | ------- | ------- | ------- | ------- |
| 46 905  | ↘45 226 | ↘43 679 | ↘43 622 | ↘43 270 | ↘42 858 | ↘42 520 |
| 2015    | 2016    | 2017    | 2018    | 2019    | 2020    | 2021    |
| ↘42 273 | ↘41 978 | ↘41 579 | ↘41 197 | ↘40 591 | ↘40 210 | ↘39 256 |
| 2023    |         |         |         |         |         |         |
| ↘38 810 |         |         |         |         |         |         |

## Населённые пункты, административно-территориальное устройство
В состав Качканарского муниципального округа и города Качканара как административно-территориальной единицы входят 3 населённых пункта.

### Административно-территориальное устройство до 1.10.2017
Внутреннее административно-территориальное устройство (например, деление на сельсоветы) отсутствовало.

### Населённые пункты
| № | Населённый пункт | Тип               | Население |
| - | ---------------- | ----------------- | --------- |
| 1 | Валериановск     | посёлок           | ↗2198     |
| 2 | Именновский      | посёлок           | ↗55       |
| 3 | Качканар         | город, адм. центр | ↘36 910   |

Рабочий посёлок Валериановск с 31 декабря 2004 года был отнесён к категории сельских населённых пунктов.